# 幕末の四大人斬り
幕末の四大人斬り（ばくまつのよんだいひときり）とは、幕末期の京都において暗殺活動を行い、「人斬り」の異名を取る尊王攘夷派の4人の志士の呼称。天誅と称して彼らが起こした要人暗殺テロ事件は、都の人々を震撼させた。全員が非業の死を遂げているが、桐野利秋（中村半次郎）のみは明治政府の高官に就いている。

## 四大人斬り
田中 新兵衛（たなか しんべえ、天保3年〈1832年〉- 文久3年5月26日〈1863年7月11日〉）
薩摩藩出身。1862年8月15日、今太閤と呼ばれるほどの権勢を振るっていた島田正辰を殺害する。これは、続発する天誅の初めとなった。他にも多数の暗殺を行なったとされ、「人斬り新兵衛」の異名がある。朔平門外の変における姉小路公知暗殺の嫌疑で捕縛され、取り調べ中に突如自刃した。享年31。
河上 彦斎（かわかみ げんさい、天保5年11月25日〈1834年12月25日〉- 明治4年12月4日〈1872年1月13日〉）
肥後藩出身。1864年8月12日に兵学者の佐久間象山を暗殺するなど、「人斬り彦斎」とも呼ばれた。他にも多数の暗殺を行ったとされる。明治維新後、「高田 源兵衛（たかだ げんべえ）」と名を改める。その後、二卿事件への関与や広沢真臣暗殺の嫌疑を理由に捕縛され、斬首された。享年37。
岡田 以蔵（おかだ いぞう、天保9年1月20日〈1838年2月14日〉- 慶応元年閏5月11日〈1865年7月3日〉）
土佐藩出身。多くの佐幕派に危害を加えたが、中には吉田東洋を暗殺した犯人の探索で上京した土佐藩士の井上佐市郎の惨殺もあり、「人斬り以蔵」の異名を得た。他にも多数の暗殺を行なったとされる。京都で捕縛され、土佐にて拷問の末に一連の天誅を自白し、打ち首獄門に懸けられた。享年27。
中村 半次郎（なかむら はんじろう、天保9年12月2日〈1839年1月16日〉- 明治10年〈1877年〉9月24日）
薩摩藩出身。天誅行動で鳴らし、「人斬り半次郎」の異名をとった。1867年9月30日、兵学者で自らの師でもある赤松小三郎を暗殺した。
明治維新後に「桐野 利秋（きりの としあき）」と改名し、大日本帝国陸軍少将を務めた。その後、西南戦争において反乱軍として政府軍と交戦の末、額に銃弾を受け戦死した。享年38。

## 関連作品

### 伝記
- 岡田以蔵
  - 『幕末斬奸録』（山下白雲、1927年、竜文館）
  - 『正伝岡田以蔵』（松岡司、2013年、戎光祥出版）

### 小説
- 『人斬り新兵衛』（南条三郎、1955年、同光社）
- 『人斬り彦斎』（今東光、1957年、東京創元社）
- 『人斬り彦斎』（海音寺潮五郎、1961年、東方社）
- 『人斬り半次郎』（池波正太郎、1963年、東方社）
- 『人斬り彦斎』（天野哲夫、1966年、久保書店）
- 『人斬り以蔵』（司馬遼太郎、1969年、新潮文庫）
- 『人斬り彦斎』（五味康祐、1970年、徳間文庫）
- 『人斬り新兵衛』（海音寺潮五郎、1976年、講談社）
- 『人斬り新兵衛』（西村望、1993年、徳間書店）
- 『神剣 人斬り彦斎』（葉室麟、2016年、角川春樹事務所）

### 映画
- 『人斬り』（1969年、大映、監督：五社英雄）

### ドラマ
- 『刑事ゼロ スペシャル2』（2020年6月7日放送） - 幕末四大人斬りになぞらえた見立て連続殺人が発生する[5]。

### 漫画
- 『るろうに剣心 -明治剣客浪漫譚-』（和月伸宏、週刊少年ジャンプ 1994年19号 - 1999年43号） - 主人公の緋村剣心は動乱の幕末に数多くの幕府要人を暗殺して「人斬り抜刀斎」と呼ばれた剣客。作者は剣心のキャラクターを描くうえで『幕末の四大人斬り』を参考にしたと述べている[6]。
- 『ちるらん 新撰組鎮魂歌』（橋本エイジ、月刊コミックゼノン 2012年 - 2023年） - 新撰組の敵役として四大人斬りが登場。
- 『警視庁抜刀課』（斎藤岬、月刊バーズ） - 四大人斬りの愛刀が盗難事件に遭う。“人斬りの刀”を手に入れた犯人たちは幕末四大人斬りの名を名乗り高校を襲撃。警視庁抜刀課と対峙する。

### ゲーム
- 『Rise of the Ronin』（Team NINJA、コーエーテクモゲームス2024年3月22日発売) - 主人公の浪人 (隠し刀) の敵として幕末四大人斬りが登場。そのうち岡田以蔵と中村半次郎は、ミッションシナリオによっては共闘する事にもなる。

## 関連人物
- 山田浅右衛門（やまだ あさえもん）

江戸幕府方の公儀御様御用（刀剣の試し斬り役および死刑執行人）。「人斬り浅右衛門」とも呼ばれた。山田浅右衛門の名は山田家の当主が代々名乗っているため9代目まで存在する。7代目の山田朝右衛門吉利は安政の大獄で吉田松陰などを斬首している。
- 大石鍬次郎（おおいし くわじろう、1838年 - 1870年11月3日）

江戸幕府方の新選組隊士。反幕府勢力を取り締まる警察活動の中でも、暗殺を主とした任務に付いた。「人斬り鍬次郎」の異名がある。